# Дражевитићи
Дражевитићи су насељено место у саставу града Вргорца, Сплитско-далматинска жупанија, Република Хрватска.

## Историја
До територијалне реорганизације у Хрватској налазили су се у саставу старе општине Вргорац.

## Становништво
На попису становништва 2011. године, Дражевитићи су имали 203 становника.
| Број становника по пописима | Број становника по пописима | Број становника по пописима | Број становника по пописима | Број становника по пописима | Број становника по пописима | Број становника по пописима | Број становника по пописима | Број становника по пописима | Број становника по пописима | Број становника по пописима | Број становника по пописима | Број становника по пописима | Број становника по пописима | Број становника по пописима | Број становника по пописима |
| --------------------------- | --------------------------- | --------------------------- | --------------------------- | --------------------------- | --------------------------- | --------------------------- | --------------------------- | --------------------------- | --------------------------- | --------------------------- | --------------------------- | --------------------------- | --------------------------- | --------------------------- | --------------------------- |
| 1857                        | 1869                        | 1880                        | 1890                        | 1900                        | 1910                        | 1921                        | 1931                        | 1948                        | 1953                        | 1961                        | 1971                        | 1981                        | 1991                        | 2001                        | 2011                        |
| 140                         | 0                           | 127                         | 142                         | 160                         | 178                         | 193                         | 172                         | 212                         | 222                         | 209                         | 185                         | 205                         | 177                         | 184                         | 203                         |

Напомена: У 1857, 1900, 1910. и 1948. исказивано је под именом Дражевитић. У 1869. подаци су садржани у насељу Дусина.

### Попис1991.
На попису становништва 1991. године, насељено место Дражевитићи је имало 177 становника, следећег националног састава:
| Попис 1991.‍  | Попис 1991.‍  | Попис 1991.‍ | Попис 1991.‍ | Попис 1991.‍ |
| ------------ | ------------ | ----------- | ----------- | ----------- |
|              |              |             |             |             |
| Хрвати       | Хрвати       |             | 124         | 70,05%      |
| Македонци    | Македонци    |             | 4           | 2,25%       |
| Југословени  | Југословени  |             | 2           | 1,12%       |
| регион. опр. | регион. опр. |             | 45          | 25,42%      |
| непознато    | непознато    |             | 2           | 1,12%       |
| укупно: 177  |              |             |             |             |